# Джоди Пико
Джоди Пико (на английски: Jodi Picoult) е американска писателка на бестселъри в жанра съвременен роман, любовен роман и научна фантастика.

## Биография и творчество
Джоди Лин Пико е родена на 19 май 1966 г. в Лонг Айлънд, Ню Йорк, САЩ, в семейството на Майрън и Джейн Пико, анализатор по сигурността и предучилищна учителка. Семейството ѝ се премества в Ню Хампшър, когато е била на 13 години. Пише първата си история още на петгодишна възраст. Учи английски език и творческо писане при писателката Мери Морис в Принстънския университет и завършва с бакалавърска степен през 1987 г. Публикува първите си два разказа в списание „Seventeen“ докато е в колежа. След дипломирането си работи на различни работни места – писател на реклами за брокерска фирма на Уолстрийт, копирайтър в рекламна агенция, редактор на учебници в издателство, учител по английски език за 8-и клас. После учи педагогика в Харвардския университет, където получава магистърска степен през 1990 г.
На 18 ноември 1989 г. се омъжва за Тимъти Уорън Ван Леер, търговец на антики, с когото се е запознала още докато е в Принстън. Имат три деца – Кайл, Джейк, Саманта.
Започва да пише усилено докато е бременна с първото си дете. Първият ѝ роман „Songs of the Humpback Whale“ през 1992 г. Той е успешен и тя се посвещава на писателската си кариера.
Постепенно тя става известна и произведенията ѝ се приемат от критиката и се харесват на филмопроизводителите. През 2002 г. е екранизиран романът ѝ „The Pact“ (Пактът) с участието на Мегън Мълейли и Джулиет Стивънсън. През 2009 г. е екранизиран романът „Plain Truth“ (Простичката истина) с участието на Маришка Харгитай. През 2008 г. романът „Десетият кръг“ е екранизиран в едноименния ТВ филм с участието на Кели Престън и Джейми Джонстън. През 2009 г. много успешно е екранизиран в едноименния филм на Ник Касаветис романът ѝ „Споделен живот“ с участието на Камерън Диас, Абигейл Бреслин и Алек Болдуин. През 2011 г. е екранизиран романът ѝ „Salem Falls“ (Сейлъм Фолс) с участието на Джеймс ван дер Беек и Сара Картър.
Романът ѝ „Nineteen Minutes“ (Деветнайсет минути) от 2007 г. става бестселър №1 в списъка на „Ню Йорк Таймс“. Романът ѝ „Change of Heart“ (Промяна на сърцето) от 2008 г. също е бестселър №1 и е екранизиран в едноименния филм.
През 2007 г. участва в с научнофантастичния си роман „Love & Murder“ в поредицата на DC Comics „Wonder Woman“.
Произведенията на писателката, макар частично да имат някои повтарящи се герои, са с уникални истории. Те имат прости сюжети, гореща тема и сърцераздирателна семейна дилема, която води героите в морално тресавище. Темите обхващат училищни убийства, блудства с деца, изнасилване, евтаназия, изневяра, самоубийство. Постепенно тя става популярна сред читателите, а романите ѝ са често са в списъците на бестселърите. Те са преведени на 34 езика и са издадени в над 15 милиона екземпляра по света.
Джоди Пико е удостоена с почетната титла „доктор хонорис кауза“ от колежа „Дартмут“ през 2010 г. и от Университета на Ню Хейвън през 2012 г. Носителка е на редица награди за произведенията си и за цялостното си творчество – наградата „Ню Инглънд Букселър“ за най-добър роман, наградата за цялостно творчество за популярни романи, връчвана от Асоциацията на писателите на любовни романи, и др.
Тя е основател и изпълнителен продуцент на трупата „Тръмбул Хол“ – театрална трупа от тийнейджъри в Ню Хемпшир, изпълняващи създадени от тях мюзикъли, за да набират средства за местни благотворителни каузи.
Джоди Пико живее със семейството си в Хановер, Ню Хемпшир.

## Произведения

### Самостоятелни романи
- Songs of the Humpback Whale: A Novel in Five Voices (1992)
- Harvesting the Heart (1993)
- Picture Perfect (1995)
- Mercy (1996)
- The Pact (1998)
- Keeping Faith (1999)
- Plain Truth (2000)
- Salem Falls (2001)
- Perfect Match (2002)
- Second Glance (2003)
- My Sister's Keeper (2004)
Споделен живот, изд.: „Ентусиаст“, София (2011), прев. Мариана Христова
- Vanishing Acts (2005)
- The Tenth Circle (2006)
Десетият кръг, изд.: „Сиела“, София (2006), прев. Марта Методиева
- Nineteen Minutes (2007)
- Change of Heart (2008)
- Handle with Care (2009)
- House Rules (2010)
Домашни правила, изд.: „Ентусиаст“, София (2013), прев. Мариана Христова
- Sing You Home (2011)
- Lone Wolf (2012)
- Between the Lines (2012) – със Саманта ван Леер
- The Storyteller (2013)
- Leaving Time (2014)
- Off the Page (2015) – със Саманта ван Леер
- Living Color (2015)

### Участие в общи серии с други писатели

#### Серия „Чудна жена“ (Wonder Woman)
- Love & Murder (2007)

от серията има още 7 романа от различни автори

### Новели
- The Color War (2013)
- Where There's Smoke (2014)
- Larger Than Life (2014)

### Разкази
- Over the Moon (2011) – с Джейк ван Леер

### Сборници
- Leaving Home (2011)
- The Jodi Picoult Reader's Companion (2012)

### Екранизации
- 2002 The Pact – ТВ филм, по романа
- 2004 Plain Truth – ТВ филм, по романа
- 2008 The Tenth Circle – ТВ филм, по романа
- 2009 Споделен живот, My Sister's Keeper – по романа
- 2011 Salem Falls – ТВ филм, по романа